# Silvan (mitologija)
Silvan (lat. Silvanus) je Rimsko božanstvo, bog neobrađenog zemljišta i međa koje dele polja od šuma. On je smatran nepouzdanom silom u svakodnevnom životu, i božanstvom šuma, stada i sveg rastinja, pa je često poistovećivan sa Faunom, odnosno grčkim bogom Panom, a često je prizivan i sa Cererom i Liberom.
Za razliku od zvanične rimske religije, koja nije poklanjala pažnju ovom božanstvu, kult Silvana bio je vrlo popularn među autohtonim stanovništvom na teritoriji rimskih balkanskih provincija naročito Panonije i Dakije, uključujući i područje današnje Srbije.

## Mitologija
Prema rimskoj mitologiji za Silvana se verovalo da je zaštitnik seoskih poseda (lat. Silvanus vilicus) — odnosno da svaki od posed čuvaju tri Silvana:
- Silvanus domesticus — koji se starao o kući, ali i obradivih polja. Kult Silvana koji sadrži epitet Domesticus postavljan je obično kada je u pitanju božanstvo agrarnog karaktera.
- Silvanus argestis — koji je vodio računa o stadima,
- Silvanus orientalis — koji se starao o međama imanja.[2]

U zvaničnom rimskom kultu Silvanu nije poklanjana posebna pažnja, tako da njegov kult nije bio državnog karaktera i u rimskom kalendaru nema praznika posvećenih Silvanu. Zato nauka smatra da je Silvan bio rimsko božanstvo više privatnog karaktera, poštovano u domovima, na malim oltarima. Njegovi najveći poštovaoci su ruralni slojevi stanovništva, nižeg socijalnog statusa, slobodni ljudi ili oslobođenici,, na prvom mestu u Dalmaciji, Panoniji, Dakiji i Africi.
Mala svetilišta i žrtvenici podizali su Silvanu pojedinci, sa ruralnog područja, a njegova statua koja se nalazila na rimskom forumu, pored Saturnovog hrama, najverovatnije je bila privatni zavet a ne zvanična statua carstva.
Činjenica zasnovana na istraživanjima u toku kojih je pronađen veliki broj spomenika ovog božanstva, pre svega na teritoriji Panonije,638 ukazuju na njegovu veliku zastupljenost među ilirskim plemenima, i da je na njegovoj popularnosti u velikoj meri doprinelo prisustvo rimske vojske stacionirane u oblasti dunavskog limesa, koja je na taj način proširila kult među atohtonim pretežno ruralnim stanovništvom balkanskih provincija naročito Panonije i Dakije.
Na teritoriji današnje Srbije otkriveno je nekoliko artefakata posvećen kultu Silvana. Većina nalaza predstavljaju votivne are, dok je u zapadnoj Srbiji (okolina Užica) otkrivena reljefna predstava Silvana, koja je za sada jedini primerak
te vrste sa prostora Srbije.

## Literatura
- Dragoslav Srejović – Aleksandrina Cermanović-Kuzmanović, Rečnik grčke i rimske mitologije, drugo izdanje, Beograd: Srpska književna zadruga, 1987

## Spoljašnje veze
- Silvan – mitologija — na sajtu: Opšte obrazovanje